# 아나톨리 스테셀
아나톨리 미하일로비치 스테셀(러시아어: Анатолий Михайлович Стессель, Anatolii Mikhailovich Stoessel, 1848년 7월 10일 - 1915년 1월 18일)은 러시아 제국의 군인으로 육군 중장이었다. 1904년의 러일 전쟁에서는 뤼순 요새 사령관으로 러시아 관동군 사령관을 역임했다. 여순항 포위에서 일본 육군의 노기 마레스케가 이끄는 제3군과 싸웠다.

## 생애
상트페테르부르크에서 독일계 남작가에서 태어났다. 1866년, 파블로프스키 사관학교(파벨 군사학교)를 졸업한 후 러시아 - 투르크 전쟁 때에는 제16 라도가 보병연대장, 제44 캄차카 보병연대장, 의화단 운동(1899년) 때는 제3 동시베리아 저격여단장을 거쳐 1903년 8월 뤼순 요새 사령관에 임명된다. 1904년 8월부터 제3시베리아 군단장이 되었다.
뤼순의 전략적 중요성을 인식하고 러시아 만주군 총사령관 알렉세이 쿠로팟킨 장군은 요새 전술의 전문가였던 콘스탄틴 스미르노프 중장을 후임으로 파견하지만, 당초 스테셀은 요새 사령관으로의 지위를 고집했고, 스미르노프에게 그 지위를 넘겨주지 않았기 때문에, 뤼순 요새에는 두 명의 사령관이 상주하는 묘한 상황이 발생했다. 그러나 그 후 뤼순 요새를 포함한 지역 일대를 방어하는 러시아 관동군이 신설되어 스테셀이 사령관에 취임했기 때문에 결국 스미르노프 중장에게 요새 사령관의 지위를 물려주었다.
러일 전쟁이 시작되자 일본군 제3군이 뤼순 요새를 포위 공격했고, 그는 농성전으로 맞서며 요새 축성, 전술 전문가였던 부하(정확하게는 스미르노프 중장의 부하) 로만 콘드라첸코 소장을 지지함과 동시에 방어 계획을 거의 일임하여 일본군에 막대한 피해를 준다. 12월에 203고지를 빼앗기고 동계관산, 이룡산, 송수산의 정면 방어 보루가 차례차례 함락되었다. 의지하고 있었던 콘드라첸코 소장이 일련의 전투에서 전사하면서 수비 병력도 크게 소모되었기 때문에, 1만 여명의 잔존 병력을 남기고 일본군에게 항복을 한다.
러일 전쟁이 끝난 후 뤼순 요새를 조기에 열어준 책임을 물어 1908년 2월 군법 회의에서 사형 선고를 받았지만, 1909년 4월 특사를 받아 금고 10년으로 감형되었다. (감형이 된 것은 노기 마레스케가 구명 운동을 한 것이 최대의 이유로 꼽힌다.) 석방된 후 군에서 추방되어 모스크바에서 차 상인으로 조용한 여생을 보냈다.